# Neanotis thwaitesiana
Neanotis thwaitesiana är en måreväxtart som först beskrevs av Henry Fletcher Hance, och fick sitt nu gällande namn av Walter Hepworth Lewis. Neanotis thwaitesiana ingår i släktet Neanotis och familjen måreväxter. Inga underarter finns listade i Catalogue of Life.